# Zoogoneticus purhepechus
Zoogoneticus purhepechus är en fiskart som beskrevs av Domínguez-domínguez, Pérez-rodríguez och Ignacio Doadrio 2008. Zoogoneticus purhepechus ingår i släktet Zoogoneticus och familjen Goodeidae. Inga underarter finns listade i Catalogue of Life.